# Geismar (entreprise)
Pour les articles homonymes, voir Geismar.
Geismar est une entreprise française de construction de matériel de maintenance ferroviaire.

## Produits
Geismar est spécialisée dans la fabrication de matériels pour la pose, la maintenance et le contrôle des voies ferrées et caténaires. Le groupe réalise environ 85 % de son chiffre d'affaires à l'étranger.
Le groupe possède cinq usines, dont trois en France (Colmar, Marseille et Saint-Didier-de-la-Tour) et deux à l'étranger (Italie et États-Unis).

## Histoire
L'entreprise est fondée en 1924 à Colmar.
L'entreprise a connu une crise de rentabilité en 2019, par la pandémie de COVID-19. En 2021, un accord de conciliation est trouvé sous l'égide du Comité interministériel de restructuration industrielle (Ciri), permettant de réaménager la dette de l'entreprise. 
En 2025, elle compte 750 salariés dont 420 en France. 

## Notes et références

Ancien logo.